# Eptatretus mcconnaugheyi
Eptatretus mcconnaugheyi is een soort uit de familie der slijmprikken (Myxinidae).